# MerXem Classic
De MerXem Classic is een eendaagse wielerkoers voor vrouwen. De wedstrijd wordt gehouden in Merksem, een district van de Belgische stad Antwerpen. De eerste editie van de wedstrijd was in 2018 onder de naam GP Sofie Goos en werd gewonnen door de Nederlandse Lorena Wiebes. De edities van 2020 en 2021 werden niet verreden vanwege de coronapandemie.

## Erelijst
| Jaar | Goud                                 | Zilver                               | Brons                                |
| ---- | ------------------------------------ | ------------------------------------ | ------------------------------------ |
| 2018 | Lorena Wiebes                        | Janine van der Meer                  | Nguyễn Thị Thật                      |
| 2019 | Lotte Kopecky                        | Charlotte Kool                       | Coryn Rivera                         |
| 2020 | niet verreden vanwege coronapandemie | niet verreden vanwege coronapandemie | niet verreden vanwege coronapandemie |
| 2021 | niet verreden vanwege coronapandemie | niet verreden vanwege coronapandemie | niet verreden vanwege coronapandemie |
| 2022 | Eleonora Gasparrini                  | Megan Jastrab                        | Silvia Persico                       |

 Overwinningen per land 
| Overwinningen | Land                      |
| ------------- | ------------------------- |
| 1             | België, Italië, Nederland |